# Пейетт (округ)
Пейе́тт (англ. Payette) — округ в штате Айдахо. Административным центром является город Пейетт.

## История
Округ Пейетт был образован 28 февраля 1917 года. Округ, как и его столица, получил название по имени первого белого поселенца Франсуа Пейетта, канадского траппера Северо-Западной компании, пришедшего на территорию округа в 1818 году.

## Население
По состоянию на июль 2008 года население округа составляло 22 966 человек. С 2003 года население увеличилось на 1490 человек, то есть на 6,94 %. Ниже приводится динамика численности населения округа.

## География
Округ Пейетт располагается в юго-западной части штата Айдахо. Площадь округа составляет 1 062 км², из которых 7 км² (0,65 %) занято водой. По площади округ является самым маленьким в штате Айдахо.
|                     |        | Вашингтон |
| Малур (штат Орегон) | север  | Джем      |
| Малур (штат Орегон) | Пейетт | Джем      |
| Малур (штат Орегон) | юг     | Джем      |
|                     | Каньон |           |

### Дороги
- — I-84
- — US 95
- — ID-52

### Города округа
- Нью-Плимут
- Пейетт
- Фрутленд

### Достопримечательности и охраняемые природные зоны
- Национальный заповедник Дир-Флэт (частично)